# 房殿華
房殿華（1911年7月8日—1995年1月26日），字彥伯。遼寧省本溪縣人，祖籍山東即墨，后遷居東北，世居遼寧本溪，民國九年（1920年）遷居黑龍江雅魯縣。民國37年（1948年）在興安省選區當選第一屆立法委員

## 生平[2][3][4]
- 國立北平師範大學物理系畢業
- 革命實踐研究院結業
- 國立東北中學教師
- 國立重慶師範學校教師、訓教主任
- 國立體育師範專科學校講師
- 臺灣省立農學院教授
- 私立逢甲工商學院教授
- 興安省政府參議
- 國立中央工業專科學校專任副教授
- 三民主義青年團興安支團幹事兼書記長
- 長春松北六省市聯立第一中學校長
- 國立長春大學兼任教授
- 臺灣省立師範大學兼任教授
- 私立中國醫藥學院董事及專任教授
- 國立中興大學兼任教授
- 第一屆立法院立法委員
- 私立中國醫藥學院董事會董事及兼任教授